# Andrzej Żylis
Andrzej Żylis (ur. 14 czerwca 1947 w Łodzi) – polski kompozytor muzyki teatralnej.

## Działalność
Ukończył łódzkie liceum muzyczne oraz Akademię Muzyczną w Łodzi. Kiedy na skutek reperkusji po marcu '68 rozpadła się grupa Śliwki, część jej członków zebrał nowy lider, wokalista i pianista, Andrzej Żylis tworząc zespół Nie Wszystko Na Sprzedaż. Grupa jednak istniała tylko do połowy 1969 roku. W latach siedemdziesiątych Andrzej Żylis prowadził własną grupę muzyczną firmując twórczość swoim nazwiskiem – m.in. zdobywając nagrodę TV za aranżację piosenki „To nie był sen” na IX Krajowym Festiwalu Piosenki Polskiej w Opolu czy rejestrując w 1978 roku z Jackiem Lechem nagranie radiowe „Witaj mi moja mała”. Od początku lat osiemdziesiątych poświęcił się komponowaniu muzyki teatralnej, w dużej mierze do spektakli reżyserowanych przez Adama Hanuszkiewicza.

## Filmografia
- 1975: Namioty Wielkiego Wezyra – muzyka
- 1990–1997: Kasztaniaki – współautor muzyki

spektakle TV
- 1980: Małgosia contra Małgosia – muzyka
- 1987: Dzikie konie – muzyka
- 1993: Fuga – muzyka
- 1994: Nim przyjdzie wiosna – muzyka
- 1998: Przed premierą – współautor